# Pisonet
PisoNet es una aplicación informática de uso gratuito para la gestión inmobiliaria. Permite el enlace con motores de búsqueda en Internet.

## Historia
El programa fue diseñado originalmente como una herramienta para las agencias de pisoportal.com. Este soportaba unas opciones básicas que permitían la inserción masiva de inmuebles de una forma Offline, para luego ser exportadas de una forma automática dentro del portal.
El desarrollo se separó del portal y se desarrolló como un proyecto independiente incorporándole opciones propias para las tareas de gestión, que la simple exporatación de datos.
Hubo discrepancias entre los programadores del pisoportal y pisonet, unos pretendían mantener el programa únicamente para dar soporte al portal y los otros querían ampliar la aplicación. Esto llevó a una semiliberación del proyecto que permitió a los desarrolladores de pisoNET el poder mejorar la aplicación hasta poder competir con el resto de aplicaciones del sector.

## Futuro y continuidad
El futuro del programa es incierto, el programa es gratuito con el único esponsor de pisoportal.com, lo que hace que los desarrolladores no estén totalmente satisfechos, con las limitaciones que les imponen, por lo que se especula con la posibilidad de liberar el código.
En la actualidad existe la versión 3.6, que mantiene ciertas limitaciones impuestas por los patrocinadores como la de limitar la gestión a inmuebles que se encuentren en el territorio español y el bloqueo de exportación de datos a otros portales.
La próxima versión será la 4.0, con cambios importantes en cuanto a usabilidad y tratamiento de la información 

## Desarrollo
La versión original fue desarrollada bajo Borland Delphi, con una base de datos Paradox, en la actualidad se están realizando migraciones de algunos de los módulos a Java, con la intención de que las próximas versiones sean multiplataforma.